# Forest Grove (Oregon)
Pour les articles homonymes, voir Forest Grove.
Central Point est une ville du comté de Jackson située dans l'État de l'Oregon aux États-Unis.

## Histoire
La ville est devenu une municipalité en 1872.

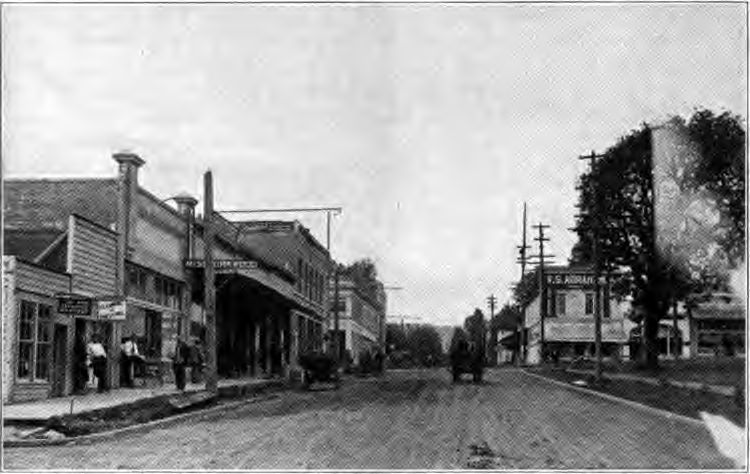
Pacific Avenue en 1920

### Géographie

Situation de la ville de Forest Grove sur une carte : à droite, situation du comté de comté de Washinghton sur une carte de l'Oregon et à gauche, situation de la ville de Forest Grove sur une carte du comté de Washington

## Gouvernement
Le maire actuel de la ville est Peter Truax.

## Source
- (en) Cet article est partiellement ou en totalité issu de l’article de Wikipédia en anglais intitulé « Forest Grove, Oregon » (voir la liste des auteurs).